# Angus MacNeil
Angus Brendan MacNeil ((en gaélique écossais : Aonghas Brianan MacNèill) ) (né le 21 juillet 1970) est un homme politique britannique, député Parti national écossais (SNP) de Na h-Eileanan an Iar de 2005 à 2024.

## Jeunesse
MacNeil fait ses études à l'école secondaire de Castlebay sur l'île de Barra et à l'Institut Nicolson à Stornoway sur l'île de Lewis avant d'aller à l'Université de Strathclyde où il joue au shinty et en 1992 obtient un diplôme en génie civil. Après avoir obtenu son diplôme, il travaille comme ingénieur civil pour Morrison Construction et comme étudiant reporter pour la section gaélique de BBC Radio Scotland. Après avoir obtenu son diplôme d'enseignant au Jordanhill College en 1996, il enseigne la première classe moyenne gaélique aux écoles primaires de Salen et d'Acharacle à Argyll sur le continent écossais.
Fait inhabituel, MacNeil est un catholique représentant une circonscription parlementaire fortement presbytérienne.

## Chambre des communes
Après avoir été battu par David Stewart (homme politique écossais) du Parti travailliste à Inverness East, Nairn et Lochaber aux élections générales de 2001, il est élu en 2005 pour Na h-Eileanan an Iar (les îles de l'Ouest), gagnant le siège contre Calum MacDonald (homme politique) du Labour.
En mars 2006, MacNeil attire l'attention lorsqu'il dépose une plainte auprès de la police métropolitaine concernant le scandale Cash for Honours (en). En avril 2006, lui et l'ancien député «anti-corruption» Martin Bell écrivent au Premier ministre, Tony Blair appelant à la suspension de toutes les nominations à la Chambre des lords à la suite du scandale. En novembre 2006, il remporte le prix du meilleur écossais à Westminster et du politicien écossais de l'année pour avoir lancé une enquête sur un éventuel abus du système des distinctions honorifiques . Il reçoit également des prix du magazine The Spectator et de la Political Studies Society pour avoir défini l'agenda politique en Grande-Bretagne en 2006. Il est membre du comité de rédaction du mensuel politique Total Politics. MacNeil est réélu au Parlement en 2010.
Il siège à plusieurs comités parlementaires. En juin 2015, il est nommé président du comité restreint de l'énergie et du changement climatique ; en juillet 2016, président du comité restreint du commerce international; et en octobre 2017, membre du Comité mixte sur la stratégie de sécurité nationale.
À l'extérieur du Parlement, il est également membre du conseil consultatif de Polar Research and Policy Initiative depuis février 2016.
En juillet 2019, MacNeil critique le candidat à la direction conservatrice de l'époque, Boris Johnson pour avoir déclaré que l'apprentissage de l'anglais est essentiel pour les immigrants. MacNeil appelle l'anglais une "importation germanique" contrairement aux langues celtiques indigènes,,.

## Vie privée
En mai 2016, MacNeil et son épouse annoncent qu'ils se sont séparés; cela fait suite à des informations selon lesquelles MacNeil aurait eu une liaison avec une journaliste basée à Westminster, Serena Cowdy.
Angus MacNeil a la double nationalité britannique et irlandaise.